# Fichu

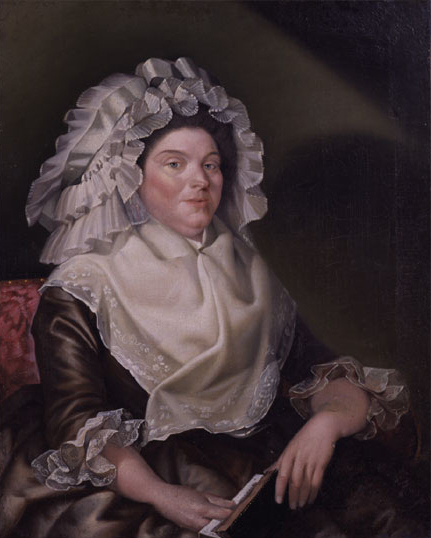
Elizabeth Sewall Salisbury mit einem Fichu (1789)

Fichu ist der französische Begriff für ein dreieckiges oder quadratisches, diagonal zu einem Dreieck gefalteten Tuch, das Hals und Dekolleté von Frauen bedeckt.
Es ist seit dem 17. Jahrhundert Teil der Kleidung von Frauen vor allem der Unter- und Mittelschicht und seit dem 19. Jahrhundert Teil der meisten Trachten. Neben der wärmenden Funktion, die durch die Mode tiefer Ausschnitte nötig wurde, erfüllt das Fichu auch Anforderungen der jeweils gültigen Vorstellung von Anstand, indem es den Ausschnitt bedeckt, kann aber auch erotisch wirken, wenn es eher ent- als verhüllend arrangiert oder (wie in den 1780ern) über der Brust aufgebauscht wird, um mehr vorzutäuschen, als vorhanden ist.
Das Fichu ist meist aus weißem Leinen oder weißer Baumwolle anzutreffen, evtl. mit Stickerei verziert, im 18. Jh. auch aus bedrucktem Baumwollstoff, ab dem 19. Jh. und bei Trachten auch aus Seide, mit oder ohne Fransen.